# Nicolas Durand (architecte)
Pour les articles homonymes, voir Nicolas Durand (homonymie) et Durand.
 Nicolas Durand  est un architecte français né à Paris en 1739 et mort à Châlons en 1830, qui travailla pour la généralité de Châlons.

## Biographie
Élève de Gabriel Legendre, il fut d'abord tailleur de pierre puis conducteur de travaux. Il est nommé architecte de la ville de Châlons et des Dames de France à Louvois.
Sa plus ancienne collaboration notée date du 14 août 1765 comme expert pour des travaux sur Notre-Dame-en-Vaux. Après une mise de côté car il était trop lié à l'Ancien Régime, il revient au travail à partir de 1806 sur le projet de halle de Châlons, il travaille toujours pour la ville en 1820 et forme son adjoint Prévoteau.
Parmi ses principaux travaux, se trouvent de nombreux ouvrages sur des bâtiments religieux, églises, presbytères dont :
- la restauration des églises de Nauroy, Bagneux, Coupéville, Muizon, Boult-sur-Suippe, Vésigneul-sur-Marne, Courdemanges, Bettancourt-la-Ferré, Recy, Hampilly, Chasséricourt, Jonchery, Gizaucourt, Verzenay, Cuis, de 1770 à 1789.

ainsi que des ouvrages civils :
- l'hôtel de ville de Châlons, l'hôpital de la Charité pour sa cour et sa chapelle, l'hôtel de ville de Langres, le théâtre de Reims, la construction de la caserne des gardes du corps de Châlons, le château du Pont-Rilly dans la Manche[1].